# Insenatura di Lehrke
L'insenatura di Lehrke (in inglese Lehrke Inlet) è un'insenatura ricoperta di ghiaccio, lunga circa 27 km e larga 13, situata sulla costa di Black, nella quale si insinua in direzione sud-ovest, nella parte orientale della Terra di Palmer, in Antartide. L'insenatura, le cui acque sono ricoperte dalla piattaforma glaciale Larsen D, e all'interno della quale si gettano diversi ghiacciai, tra cui l'Ashton, il Matheson e lo Yates, si estende in particolare da capo Boggs, all'estremità orientale della penisola Eielson, a capo Sharbonneau, la punta settentrionale della penisola Imshaug.

## Storia
L'insenatura di Lehrke fu scoperta da alcuni membri del Programma Antartico degli Stati Uniti d'America di stanza alla base Est che nel 1940 esplorarono questa costa sia via terra che con ricognizioni aeree. Gli stessi la battezzarono poi così in onore Lester Lehrke, membro dell'equipaggio della USS Bear, una nave della spedizione, e velaio presso la base Est.